# Conopomorpha antimacha
Conopomorpha antimacha är en fjärilsart som beskrevs av Edward Meyrick 1907. Conopomorpha antimacha ingår i släktet Conopomorpha och familjen styltmalar. Inga underarter finns listade i Catalogue of Life.